# Sänd, o Herre, en våg ifrån Golgata höjd
Sänd, o Herre, en våg ifrån Golgata höjd, psalm författad och komponerad 1933 av Elsa Eklund. Den publicerades första gången i Nya sånger 1933 och har senare publicerats i flera av Frälsningsarméns sångböcker. Den finns även publicerad under körens titelrad Sänd den härliga kraften.
Text och melodi är upphovsrättligt skyddade.

## Publicerad i
- Nya sånger 1933 som nummer 45.
- Frälsningsarméns sångbok 1968 som nr 220 under rubriken "Helgelse".
- Segertoner 1988 som nr 385 under rubriken "Fader, son och ande - Anden, vår hjälpare och tröst".[1]
- Frälsningsarméns sångbok 1990 som nr 446 under rubriken "Helgelse".
- Sångboken 1998 som nr 122.